# Зора Радујков
Зора Радујков (Моровић, 31. децембар 1919 – Нови Сад, 6. новембар 2004) била је члан Aкадемије медицинских наука Српског лекарског друштва од 1976. и професор Медицинског факултета Универзитета у Новом Саду.

## Биографија
Рођена је 1919. године у Моровићу код Шида, у трговачкој породици, од оца Рудолфа Фаjста и мајке Матилде Борићевић, Новосађанке. У родном месту је пошла у основну школу, а школовање наставила у Загребу, где се њена шесточлана породица преселила. Ту је завршила гимназију и дипломирала 1944. године на Медицинском факултету. Своју лекарску каријеру започела је на најтежи могући начин, јер је те исте године, као илегални радник и члан Савеза комунистичке омладине Југославије, ухапшена, те као политички кажњеник спроведена у логор Стара Градишка, а затим у логор Јасеновац. Ту су јој први пацијенти биле њене сапатнице-логорашице. Може се само наслутити кроз какве је личне патње прошла у том периоду, јер је о томе ретко говорила, али је о том делу свог медицинског рада много писала. Ти потресни подаци могу се прочитати у неколико публикација. Када су се јединице Народноослободилачке војске у пролеће 1945. године приближиле логору, усташе су се заједно са заточеницима повукле према Словенији, па су ослобођени тек 9. маја у Марибору. Одмах по ослобођењу добровољно је ступила у редове те војске и као активни војни лекар радила најпре у Хируршкој пољској болници III армије, а затим у војним болницама у Новом Саду, Сомбору и Петроварадину. Демобилисана је 1952. године, када се запослила на Интерном одељењу Главне покрајинске болнице у Новом Саду, где је наставила специјализацију из интерне медицине започету 1949. године. Специјалистички испит је положила децембра 1953. на Интерној клиници „Ребро“ у Загребу. Од 1956. године, због потреба службе, почиње да ради у Клиничком лабораторијуму Покрајинске болнице као лекар, а 1958. је постављена за шефа тог лабораторијума. Отада се потпуно посветила лабораторијској медицини, цео свој радни век је провела у лабораторијуму и значајно допринела развоју и унапређењу овог вида здравствене делатности у Новом Саду. Усавршавала се у земљи (Интерна клиника А у Београду, Институт за дијабетес и Болница „Озрен Новосел“ у Загребу, 1956) и иностранству (Хематолошки институт у Кракову, 1958/59). Током свога вишедеценијског рада у здравственој служби увела је многе нове лабораторијске дијагностичке методе и проширила Централни клинички лабораторијум просторно и кадровски, тако да је он ускоро постао потпуно самостална организациона јединица Клиничке болнице у Новом Саду под именом Завод за лабораторијску дијагностику. Била је непрекидно начелник и успешно руководила радом Завода до одласка у пензију 1985. године.
Када је 1960. основан Медицински факултет Универзитета у Новом Саду, од првих дана је учествовала у његовом раду. После одбране хабилитационог рада 1963. године изабрана је у звање доцента за предмет Патолошка физиологија. На матичном факултету је 1977. године одбранила и докторску дисертацију под насловом Хиперлипопротеинемије у гојазних особа као доприносни чиниоци у настанку и развоју атеросклерозе и њених компликација. За ванредног професора је изабрана 1979, а за редовног професора 1984. године. Била је први сарадник академика Станоја Стефановића у оснивању Катедре за патолошку физиологију на Медицинском факултету Универзитета у Новом Саду, а затим је предавала овај предмет двадесет трима генерацијама студената медицине и стоматологије. Највећи део тог времена била је и шеф Катедре и успешно организовала наставу, изградњу и опремање Института за патолошку физиологију и издавање уџбеника, а дуго година је као једини наставник сама испитивала бројне студенте. У оквиру Медицинског факултета била је члан многих стручних тела и управних органа, а у периоду 1965–1967. године и продекан за наставу. Бавила се и обимним педагошким радом у здравственој струци, почев од образовања средњомедицинског кадра, па до чланства у комисијама за полагање специјалистичких испита лекара. Све време стручног и наставног рада бавила се и научним истраживањима које је организовала, непосредно извршавала и у тај рад тимски укључивала бројне колеге и сараднике, не само са свог института него и шире. На тај начин је имала велике заслуге у стварању младих наставних и научних кадрова, чије је образовање и напредовање непрекидно подстицала. Осим стручног рада, кроз цео свој живот, од најраније младости, Зора Радујков је била веома активна у политици и струковним организацијама. Била је члан Српског лекарског друштва, председник Подружнице Нови Сад Српског лекарског друштва, оснивач и први председник Секције за цитологију Друштва лекара Војводине и члан Председништва Друштва лекара Војводине Српског лекарског друштва (1982/83). Резултате стручног и научног рада објавила је у 92 рада у домаћим и страним часописима и књигама. Са Р. Боротом и А. Лучићем написала је Приручник практичних и семинарских вежби из патолошке физиологије. Била је учесник или носилац осам научноистраживачких пројеката који су финансирали разни научни фондови. У стручном и научном раду била је веома свестрана, бавила се разним областима патофизиологије, а посебно хематолошке цитологије и хемостазе. Њен најзначајнији допринос струци и науци везан је за цитодијагностику и хиперлипопротеинемије. Она је прва у Војводини стручно и организовано увела у свакодневни рутински рад цитолошку методу за дијагностику малигних тумора разних органа. У почетку је то било везано само за хематопоезне органе, али касније је развила и унапредила цитодијагностику и других органа, нарочито тумора дојке и тумора штитасте жлезде. Из ове области објавила је бројне радове у којима је саопштила своја оригинална искуства. Такође је међу првима у Војводини сагледала значај поремећаја метаболизма масти, посебно хиперлипопротеинемија, за ову средину и увела у широку употребу најновије методе за њихово дијагностиковање и класификацију. Кроз свакодневно ангажовање подстакла је и многа друга истраживања овог важног здравственог проблема, а њему је посветила и своју докторску дисертацију, у којој је описала механизам утицаја гојазности на развој атеросклерозе. На основу тих њених истраживања развило се посебно интересовање и других научних радника за ову област, које је довело до тога да је Нови Сад постао признат здравствени и истраживачки центар за изучавање и лечење хиперлипопротеинемија и болести које су њихове последице. Свега неколико дана од њене смрти у Новом Саду је одржан Први конгрес о хиперлипопротеинемијама Србије и Црне Горе, чему је несумњиво својим радом и она допринела.
Редовни члан Академије медицинских наука Српског лекарског друштва била је од њеног оснивања 1976. године. Добитник је бројних признања, између којима су Повеља и Спомен-диплома Медицинског факултета Универзитета у Новом Саду. Одликована је Орденом рада са сребрним венцем, Орденом заслуга за народ са сребрним зрацима и Орденом Републике са сребрним венцем. Поред својих стручих и друштвених активности, Зора Радујков није запостављала ни обична људска задовољства и обавезе. Волела је друштво и радо се дружила не само са колегама. Уз подршку мужа Раше Радујкова, познатог културног посленика и оснивача „Стеријиног позорја“, њихова кућа била је стециште и ослонац за многе уметнике, нарочито глумце, музичаре и сликаре, које је много волела и у чијем је друштву до краја живота уживала. Уз све то успела је да роди, одгаји и васпита двоје деце. Умрла је 6. новембра 2004. године после краће и тешке болести, прилично заборављена и од оних које је лечила, али и од многих које је учила и с којима је сарађивала.